# Burcu Kıratlı
Burcu Kıratlı (* 23. Juli 1989 in Istanbul) ist eine türkische Schauspielerin und Model.

## Leben und Karriere
Kıratlı wurde am 23. Juli 1989 in Istanbul geboren. Sie studierte an der Yeditepe Üniversitesi. Ihr Debüt gab sie 2010 in der Fernsehserie Elde Var Hayat. Danach trat sie 2014 in Diriliş: Ertuğrul auf. Anschließend spielte sie 2014 in dem Film Peri Masalı die Hauptrolle. Unter anderem wurde sie 2015 für dem Film Bizim Hikaye gecastet. Von 2016 bis 2018 hatte sie in der Serie Aşk ve Mavi die Hauptrolle. Ihre nächste Hauptrolle bekam sie 2021 in 7 Melek. 2018 heiratete Kıratlı den türkischen Musiker Sinan Akçıl in Amsterdam, aber das Paar ließ sich im September 2019 scheiden. Am 22. Februar 2022 heirateten sie zum zweiten Mal. Sie ließen sich im Mai 2022 erneut scheiden.

## Filmografie
Filme
- 2013: Su ve Ateş
- 2015: Bizim Hikaye
- 2021: 7 Melek

Serien
- 2010–2012: Elde Var Hayat
- 2014–2016: Diriliş: Ertuğrul
- 2016–2018: Aşk ve Mavi